# Richard Hamilton (basquetebolista)
Richard "Rip" Hamilton (Coatesville, 14 de fevereiro de 1978) é um ex-jogador de basquetebol da NBA, Hamilton usava uma máscara protetora depois de ter sofrido fraturas no nariz, o que virou uma marca registrada. Jogou toda sua carreira com número de camisa #32.
Hamilton começou a sua carreira de jogador da NBA nos Washington Wizards depois de sair da Universidade de Connecticut em 1999. Jogou até 2002 nos Wizards, depois foi transferido para Detroit Pistons, aonde conquistou o título da NBA em 2004. Mudou-se para o Chicago Bulls na temporada 2011-2012, time pelo qual Hamilton se aposentou em 2013.
Durante o intervalo do jogo entre Detroit Pistons e Boston Celtics, em 26 de fevereiro de 2017, teve seu número aposentado, e sua camisa 32, erguida no topo do ginásio.

## Estatísticas

### Temporada regular
| Ano      | Equipe     | PJ  | PT  | MPP  | %TC  | %3P  | %TL  | RPP | APP | ROB | TPP | PPP  |
| -------- | ---------- | --- | --- | ---- | ---- | ---- | ---- | --- | --- | --- | --- | ---- |
| 1999-00  | Washington | 71  | 12  | 19.3 | .420 | .364 | .774 | 1.8 | 1.5 | .4  | .1  | 9.0  |
| 2000-01  | Washington | 78  | 42  | 32.3 | .438 | .274 | .868 | 3.1 | 2.9 | 1.0 | .1  | 18.1 |
| 2001-02  | Washington | 63  | 57  | 35.0 | .435 | .381 | .890 | 3.4 | 2.7 | .6  | .2  | 20.0 |
| 2002-03  | Detroit    | 82  | 82  | 32.2 | .443 | .269 | .833 | 3.9 | 3.5 | .8  | .2  | 19.7 |
| 2003-04  | Detroit    | 78  | 78  | 35.5 | .455 | .265 | .868 | 3.6 | 4.0 | 1.3 | .2  | 17.6 |
| 2004-05  | Detroit    | 76  | 76  | 38.5 | .440 | .305 | .858 | 3.9 | 4.9 | 1.0 | .2  | 18.7 |
| 2005-06  | Detroit    | 80  | 80  | 35.3 | .491 | .458 | .845 | 3.2 | 3.4 | .6  | .2  | 20.1 |
| 2006-07  | Detroit    | 75  | 75  | 36.8 | .468 | .341 | .861 | 3.8 | 3.8 | .8  | .2  | 19.8 |
| 2007-08  | Detroit    | 72  | 72  | 33.7 | .484 | .440 | .833 | 3.3 | 4.2 | 1.0 | .1  | 17.3 |
| 2008-09  | Detroit    | 67  | 51  | 34.0 | .447 | .368 | .848 | 3.1 | 4.4 | .6  | .1  | 18.3 |
| 2009-10  | Detroit    | 46  | 46  | 33.7 | .409 | .297 | .846 | 2.7 | 4.4 | .6  | .1  | 18.1 |
| 2010-11  | Detroit    | 55  | 39  | 27.2 | .429 | .382 | .849 | 2.3 | 3.1 | .7  | .1  | 14.1 |
| 2011-12  | Chicago    | 28  | 28  | 24.9 | .452 | .370 | .784 | 2.4 | 3.0 | .4  | .0  | 11.6 |
| 2012-13  | Chicago    | 50  | 45  | 21.8 | .429 | .308 | .857 | 1.7 | 2.4 | .5  | .1  | 9.8  |
| Total    | Total      | 921 | 783 | 32.1 | .449 | .346 | .852 | 3.1 | 3.4 | .8  | .1  | 17.1 |
| All-Star | All-Star   | 3   | 0   | 15.3 | .458 | .500 | .000 | 2.0 | 1.3 | .0  | .0  | 7.7  |

### Playoffs
| Ano   | Equipe  | PJ  | PT  | MPP  | %TC  | %3P  | %TL  | RPP | APP | ROB | TPP | PPP  |
| ----- | ------- | --- | --- | ---- | ---- | ---- | ---- | --- | --- | --- | --- | ---- |
| 2003  | Detroit | 22  | 22  | 38.8 | .442 | .333 | .906 | 3.9 | 2.6 | .8  | .1  | 22.5 |
| 2004  | Detroit | 24  | 24  | 40.2 | .447 | .385 | .848 | 4.6 | 4.2 | 1.2 | .0  | 21.5 |
| 2005  | Detroit | 25  | 25  | 43.2 | .453 | .294 | .798 | 4.3 | 4.3 | 3.8 | 2.1 | 20.0 |
| 2006  | Detroit | 18  | 18  | 38.3 | .413 | .450 | .851 | 3.9 | 5.7 | 1.9 | 1.3 | 20.4 |
| 2007  | Detroit | 16  | 16  | 39.9 | .429 | .400 | .865 | 4.3 | 6.8 | 3.9 | .1  | 19.8 |
| 2008  | Detroit | 17  | 17  | 38.6 | .470 | .408 | .911 | 4.2 | 3.9 | 1.4 | .5  | 21.6 |
| 2009  | Detroit | 4   | 4   | 38.5 | .356 | .200 | .900 | 2.8 | 5.0 | 1.2 | 1.2 | 14.3 |
| 2012  | Chicago | 6   | 6   | 28.5 | .414 | .333 | .818 | 3.2 | 3.0 | .2  | .0  | 13.0 |
| 2013  | Chicago | 4   | 0   | 17.0 | .370 | .429 | .750 | .8  | 1.3 | .3  | .5  | 6.5  |
| Total | Total   | 130 | 126 | 38.8 | .439 | .340 | .860 | 3.9 | 3.6 | .9  | .2  | 19.8 |